# (1893) Jakoba
(1893) Jakoba – planetoida z pasa głównego asteroid okrążająca Słońce w ciągu 4 lat i 167 dni w średniej odległości 2,71 j.a. Została odkryta 20 października 1971 roku w Observatorium Zimmerwald w Szwajcarii przez Paula Wilda. Nazwa planetoidy pochodzi od Jakoba Oberholzera, szwajcarskiego geologa, dziadka odkrywcy. Przed nadaniem nazwy planetoida nosiła oznaczenie tymczasowe (1893) 1971 UD.